# Шарфова акула вусата
Шарфова акула вусата (Cirrhoscyllium expolitum) — акула з роду Шарфова акула родини Комірцеві акули. Інша назва «філіппінська шарфова акула».

## Опис
Загальна довжина досягає 33,5 см. Самиці трохи більші за самців. Голова невелика, в 3 рази довше ширини переднього спинного плавця. Очі відносно великі. Ніздрі мають виражені ніздреві канавки. Біля ніздрів присутні пучки недовгих вусиків. Звідси походить назва цієї акули. Пара вусиків присутнє на нижньому боці голови, на її горлі. Тулуб стрункий, подовжений. Грудні плавці помірно великі, які застосовуються для опори на дно. Має 2 спинних та анальний плавці. Однакові спинні плавці розташовані близько до хвоста. Хвостовий плавець з нерозвиненою нижньою лопатю, на верхній лопаті — на кінчики характерний вимпел. Довжина хвостового плавця становить 8 % загальної довжини. Анальний плавець маленький.
Забарвлення спини коричнювате, черево — світліше. На спині та боках є до 10 розмитих темних поперечних смуг, які тягнуться включно до плавців. Часто смуги вкриті світлими цяточками.

## Спосіб життя
Тримається шельфового схилу, глибин до 183—190 м. Зустрічається на скелястому та кам'янистому дні з природним укриттям та водяною рослинністю. Це одинак. Активна вночі, вдень ховається серед скель та каміння. Живиться костистою рибою та дрібними донними безхребетними.
Це яйцекладна акула. Про процес розмноження немає відомостей.

## Розповсюдження
Мешкає в Південно-Китайському та Філіппінському морях — біля узбережжя Тайваню та провінції Фуцзянь (Китай), Філіппін, а також є в Тонкінській затоці — біля В'єтнаму та о. Хайнань (Китай).